# Ray Kappe
Ray Kappe (4 de agosto de 1927 - 21 de noviembre de 2019) fue un arquitecto y educador estadounidense. En 1972 renunció a su cargo como presidente fundador del Departamento de Arquitectura de la Universidad Politécnica Estatal de California, en Pomona, para empezar el que acabaría siendo conocido como Instituto de Arquitectura del Sur de California (SCI-Arc), fundado junto con su mujer Shelly Kappe, un grupo de la facultad y algunos estudiantes.
Kappe permaneció activamente involucrado en la teoría y la práctica arquitectónica en sus últimos años, particularmente en las áreas de sostenibilidad y prefabricación de residencias.

## Primeros años y educación
Kappe nació en Minneapolis, Minnesota el 4 de agosto de 1927, en el seno de una familia de inmigrantes rumanos. Fue al instituto en Los Ángeles. Estudió durante un solo semestre en UCLA en 1945 antes de ser reclutado por el Cuerpo de Ingenieros del  Ejército de Estados Unidos, donde sirvió como instructor de levantamiento topográfico. 

## Carrera
Después de su alta, Kappe asistió a la Universidad de California, Berkeley, y obtuvo una licenciatura en arquitectura en 1951.  Practicó la arquitectura por su cuenta a partir de 1954 y luego se convirtió en uno de los directores de Kahn Kappe Lotery Boccato en 1968. La firma cambió de nombre en 1978 a Kappe Lotery Boccato y en 1985, Kappe se separó para formar Kappe Architects Planners. 
Kappe murió de insuficiencia respiratoria el 21 de noviembre de 2019.  

## Legado
El Archivo Ray Kappe se encuentra en el Instituto de Investigación Getty y contiene todos sus dibujos, modelos y artículos, ofreciendo una cobertura completa de su larga y variada carrera. 
En 2021, el actor Will Arnett vendió una residencia personalizada basada en un diseño de Kappe en Beverly Hills por 7,85 millones de dólares. 

## En la cultura popular
La serie Californication de Showtime presenta uno de los proyectos de Kappe, Benton House, como un punto importante de la trama en el episodio siete, "Girls Interrupted".  El interior de esta casa también aparece en la serie Shark de CBS y en la película Cruel Intentions .  
Otro de sus proyectos hizo dos breves apariciones en el episodio de Sea Hunt, "Hit and Run",  como la residencia del villano del episodio. Esta casa también apareció en la sección Inicio de Los Angeles Times, en un artículo titulado "Un barco, una bahía y una casa feliz". 